# Aeshna affinis
Aeshna affinis Vander Linden, 1820. je vrsta iz familije Aeshnidae. Srpski naziv ove vrste je Prolećni kraljević.

## Opis vrste
Mužjak ove vrste je plavo-crn dok je ženka braon-žuta. Bočna strana grudi mužjaka je zeleno-plava s tankim, žutim crticama, oči su mu cele jarkoplave. Grudi ženke su braon i raspored crnih crtica je indentičan kao kod mužjaka. Na drugom trbušnom segmentu se nalazi karakteristična šara. Krila oba pola su providna sa izduženom, braon pterostigmom. Ova vrsta ima nešto tanji trbuh od ostalih vrsta i najmanja je iz roda Aeshna kod nas.

## Stanište
Naseljava manje, stajaće vode, uglavnom one koje tokom leta presušuju, s obalnom vegetacijom. Naseljava staništa u dolinama i retko se nalazi na većim nadmorskim visinama.

## Životni ciklus
Nakon parenja mužjak i ženka ostaju zajedno i polažu jaja u tandemu. Ovo je jedina vrsta iz ovog roda koja polaže jaja na taj način. Jaja polaže u vodenu vegetaciju. Razviće larvi traje dve godine, nakon čega se izležu odrasle jedinke koje ostavljaju svoju egzuviju na obalnim biljkama ili granju.

## Sezona letenja
Sezona letenja traje od maja do avgusta.

## Literatura
- Askew, R.R. (2004) The Dragonflies of Europe. (revised ed.) Harley Books.  0-946589-75-5
- d'Aguilar, J., Dommanget, JL., and Prechac, R. (1986) A field guide to the Dragonflies of Britain, Europe and North Africa. Collins. pp336.  0-00-219436-8
- Boudot JP., et al.. (2009) Atlas of the Odonata of the Mediterranean and North Africa. Libellula Supplement 9:1-256.
- Dijkstra, K-D.B & Lewington, R. (2006) Field Guide to the Dragonflies of Britain and Europe. British Wildlife Publishing.  0-9531399-4-8.
- Utzeri, C., and Raffi, R. (1983). Observations on the behaviour of Aeshna affinis (Vander Linden) at a dried-up pond (Anisoptera:Aeshnidae). Odonatologica 12:259-278.

## Spoljašnje veze
- Photographs of European dragonflies and damselflies